# Bokin
Bokin è un dipartimento del Burkina Faso classificato come comune, situato nella provincia di Passoré, facente parte della Regione del Nord.
Il dipartimento si compone del capoluogo e di altri 39 villaggi: Badogo, Boore, Dakore, Dakouli, Goera, Gombre, Gorki, Guimba, Guipa, Imiougou, Kietogo, Koankin, Kondin, Kontélé, Koullou, Koulwéogo, Koupéla–Peulh, Langue–Peulh, Lelesgo, Maceono, Nahana, Niangla, Nioneegre, Peodogo, Pepin, Pofona, Rana, Riga, Sarma, Séguédin, Sitoega, Tanghin, Tanwefo, Tegsagbo, Tèma, Tengand-Tanga, Tibin, Yake e Zougloum-Tonsgo.